# نيك سواردسون
نيك سواردسون (بالإنجليزية: Nick Swardson)‏ مواليد 09 أكتوبر 1976 في مينيسوتا، الولايات المتحدة، هو ممثل أمريكي بدأ مسيرته الفنية عام 1999. وهو أيضا كاتب سيناريو ومنتج.

## الأعمال

### أفلام
- بالكاد مشهور
- كليك
- سوبرباد
- منزل مسكون (فيلم 2013)
- جاك وجيل (فيلم)
- بولت (فيلم 2008)
- ذي هاوس باني

## روابط خارجية
- نيك سواردسون على موقع IMDb (الإنجليزية)
- نيك سواردسون على موقع روتن توميتوز (الإنجليزية)
- نيك سواردسون على موقع ألو سيني (الفرنسية)
- نيك سواردسون على موقع ميوزك برينز (الإنجليزية)
- نيك سواردسون على موقع أول موفي (الإنجليزية)
- نيك سواردسون على موقع بوكس أوفيس موجو (الإنجليزية)
- نيك سواردسون على موقع قاعدة بيانات الأفلام السويدية (السويدية)
- نيك سواردسون على موقع إن إن دي بي (الإنجليزية)
- نيك سواردسون على موقع ديسكوغز (الإنجليزية)
- نيك سواردسون على موقع قاعدة بيانات الفيلم (الإنجليزية)